# January Suchodolski

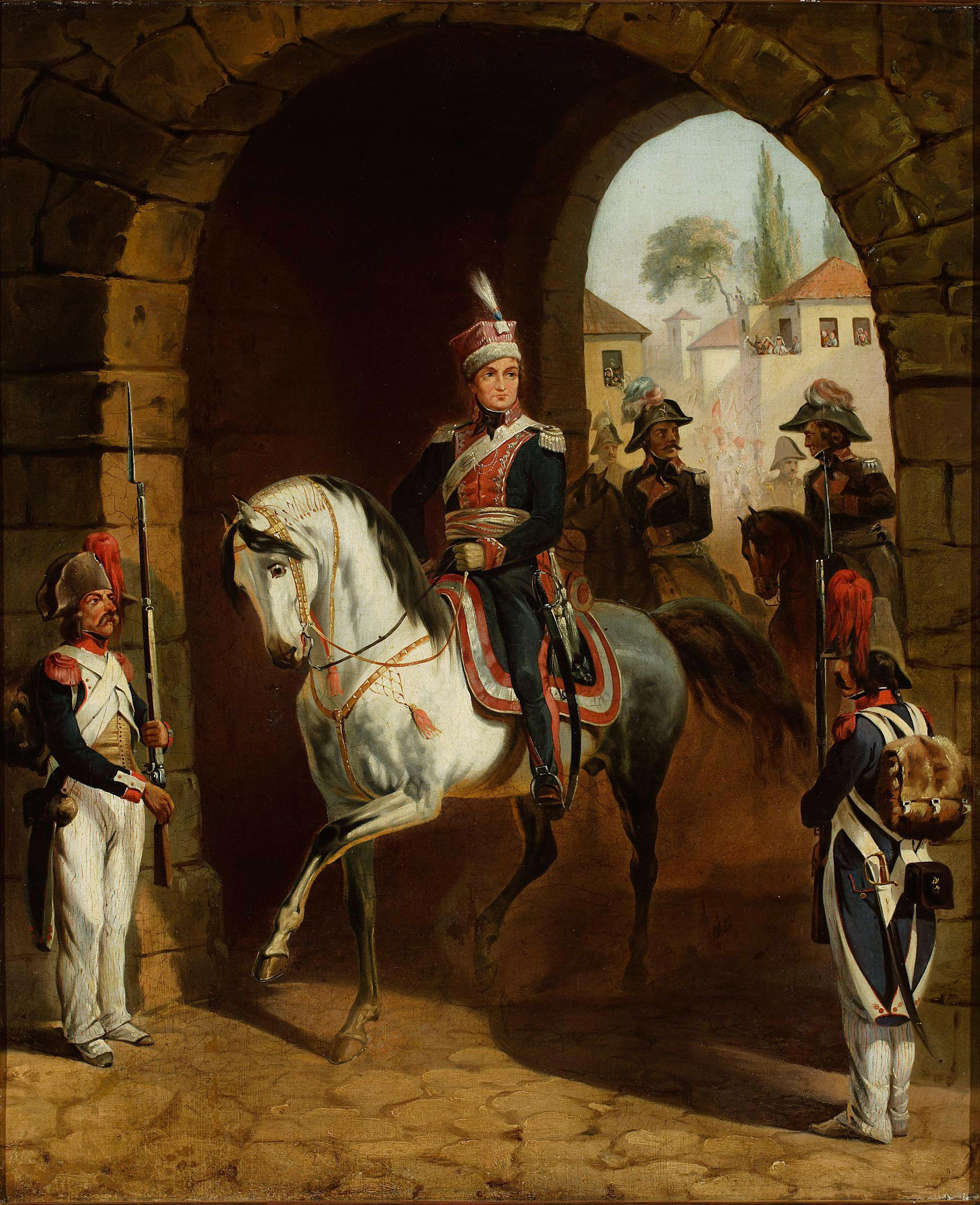
Jan Henryk Dąbrowski tiến vào Rome, của January Suchodolski. Sơn dầu trên vải, 1850.

January Suchodolski (sinh ngày 19 tháng 9 năm 1797 – mất ngày 20 tháng 3 năm 1875) là một họa sĩ và sĩ quan quân đội người Ba Lan. Ông đồng thời là một thành viên của Học viện Nghệ thuật Hoàng gia.

## Cuộc đời

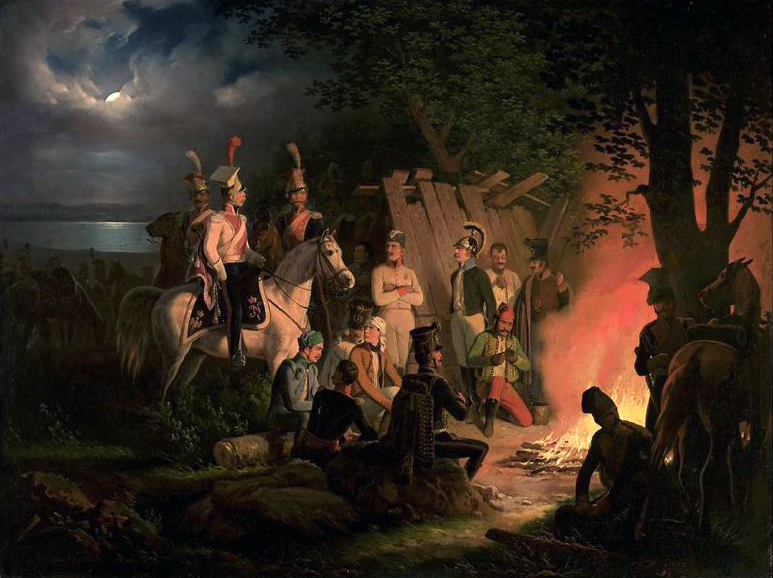
Lửa trại

January Suchodolski sinh tại Grodno. Ông là anh trai của Rajnold Suchodolski. Ông gia nhập Quân đoàn Thiếu sinh quân Warsaw vào năm 1810. Năm 1812, ông đứng gác tại Khách sạn Angielski ở Warsaw khi Napoléon ẩn nấp ở đó trong thời gian trốn khỏi Moscow. Năm 1823, ông trở thành phụ tá cho Wincenty Krasiński, một cựu sĩ quan trong Quân đội của Napoléon lúc đó đang thuộc Trung đoàn Vệ binh Grenadier Hoàng gia. Thông qua các mối quan hệ của Krasiński, January Suchodolski được quyền tiến vào các phòng triển lãm nghệ thuật của Cung điện, được tiếp xúc với các bức tranh quân sự, đặc biệt là tranh của Horace Vernet. Ông cũng được tiếp cận với giới nghệ thuật và trí thức hàng đầu của Ba Lan, được gặp gỡ những người nổi tiếng như Julian Ursyn Niemcewicz, Woronicz, Koźmian, Franciszek Salezy Dmochowski, Antoni Edward Odyniec và Morawski. Trong giai đoạn này, ông bắt đầu vẽ tranh về chủ đề quân sự, đặc biệt về các trận trong Cuộc nổi dậy Kościuszko và các trận chiến của Napoléon, bao gồm cả những trận mà Krasiński đã tham gia trong Chiến tranh Bán đảo. Ông kết bạn với Antoni Brodowski và đã thành công trong một cuộc thi mỹ thuật với các tác phẩm "Cướp được cờ hiệu của Muhammad ở Vienna" và "Sự hi sinh của Ladislaus của Varna".
Năm 1830,January và em trai tham gia vào Cuộc nổi dậy tháng 11. January đã tham chiến trong Trận Wawer thứ nhất, Trận Olszynka Grochowska và Trận Iganie. Trong thời gian rảnh, ông vẽ phác thảo cảnh sinh hoạt của những người lính và vẽ chân dung các đồng chí của mình.
Sau thất bại của cuộc nổi dậy - và em trai ông đã hi sinh - Suchodolski đến Rome. Tại đây, ông theo học họa sĩ Horace Vernet từ năm 1832 đến năm 1837. Ông kết giao với con trai của Wincenty là Zygmunt Krasinski, với Juliusz Słowacki, Thorwaldsen, Johann Friedrich Overbeck, Peter von Cornelius, và Louis Léopold Robert. Ông trở lại Warsaw vào năm 1837 và sớm được đề nghị trở thành một thành viên của Học viện Nghệ thuật Hoàng gia vì đã vẽ bức tranh "Cuộc bao vây Akhaltsikhe". Sau đó, Suchodolski được Sa hoàng Nicholas I mời đến St Petersburg để vẽ những trận chiến nổi tiếng của Quân đội Nga. Sau khi quay về Ba Lan, ông chuyển đến Paris vào năm 1844. Năm 1852, ông tiếp tục chuyển đến Kraków và gặp Wincenty Pol. Suchodolski đã vẽ minh họa cho bài thơ 'Mohorta' của Pol. Năm 1860, ông tham gia ủy ban điều hành của Hiệp hội Khuyến khích Mỹ thuật và góp sức thành lập Bảo tàng Mỹ thuật ở Warsaw.
January Suchodolski mất ngày 20 tháng 3 năm 1875 tại Bojmie (lân cận Siedlce).

## Triển lãm

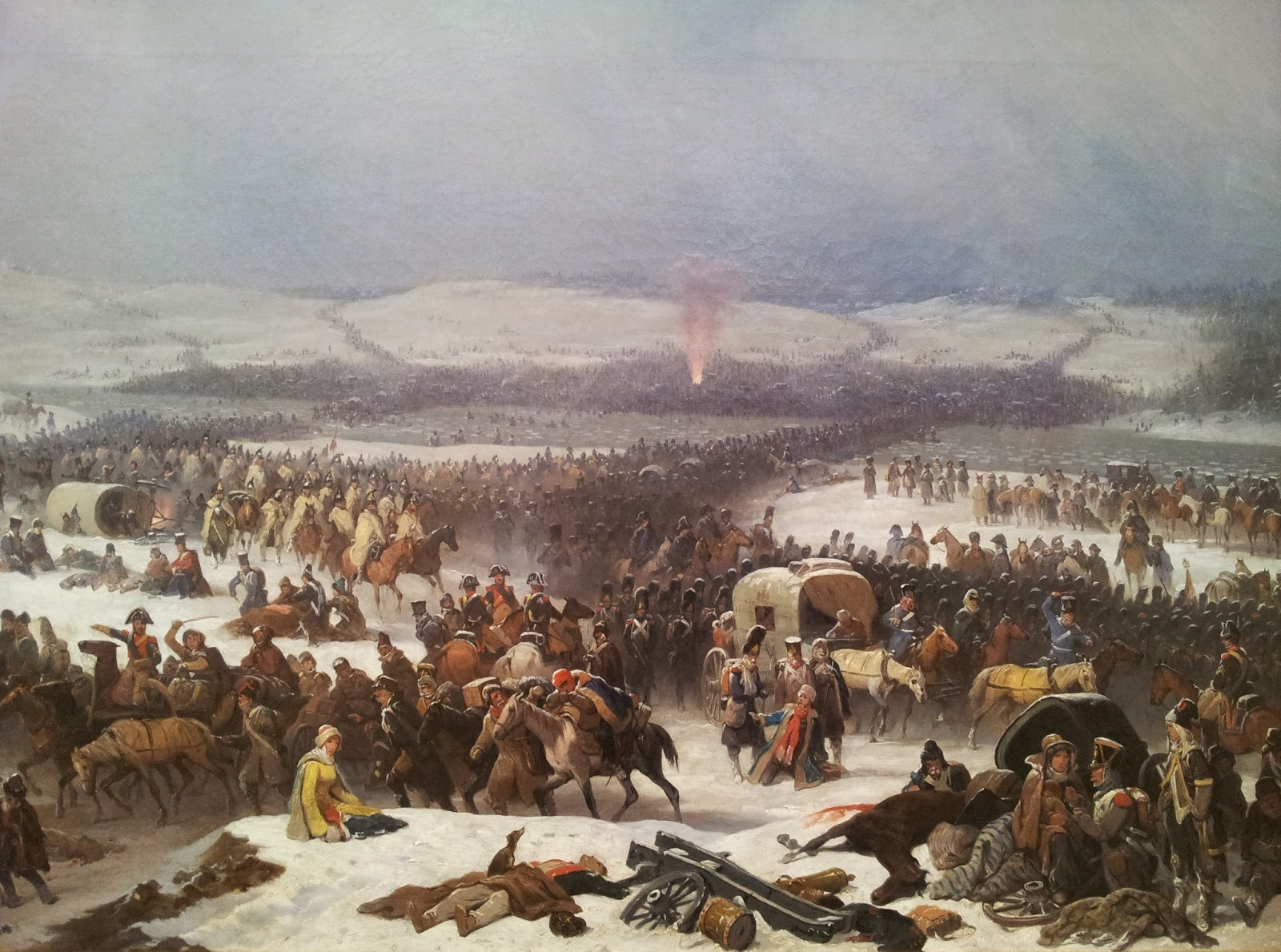
Rút lui khỏi Trận Berezina,
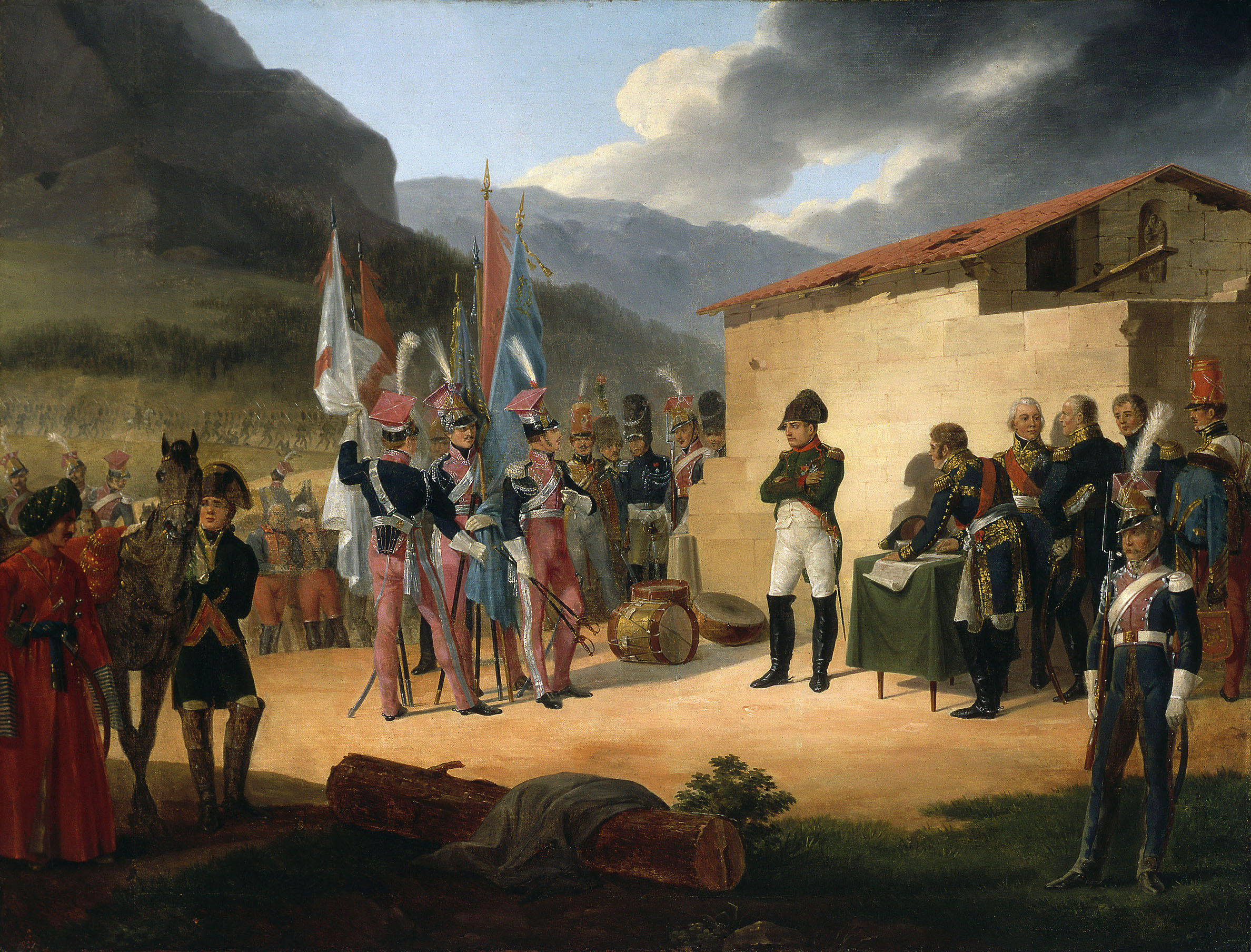
Trận Tudela
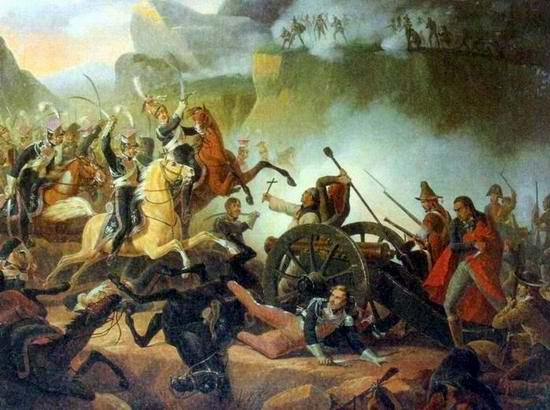
Các kỵ sĩ Ba Lan đột kích trên Đèo Somosierra - Trận Somosierra
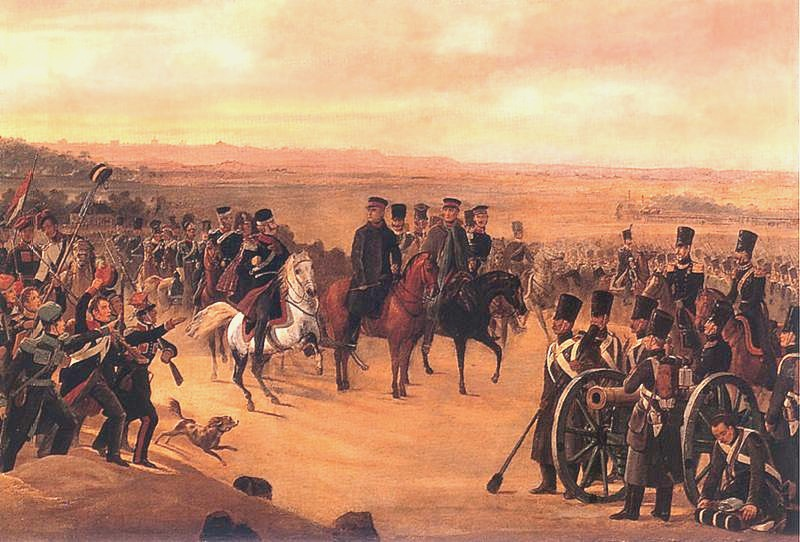
Tướng Chłopicki với Quân đội Ba Lan Cuộc nổi dậy tháng 11
Sự hi sinh của Hoàng tử Józef Poniatowski trong Trận Leipzig
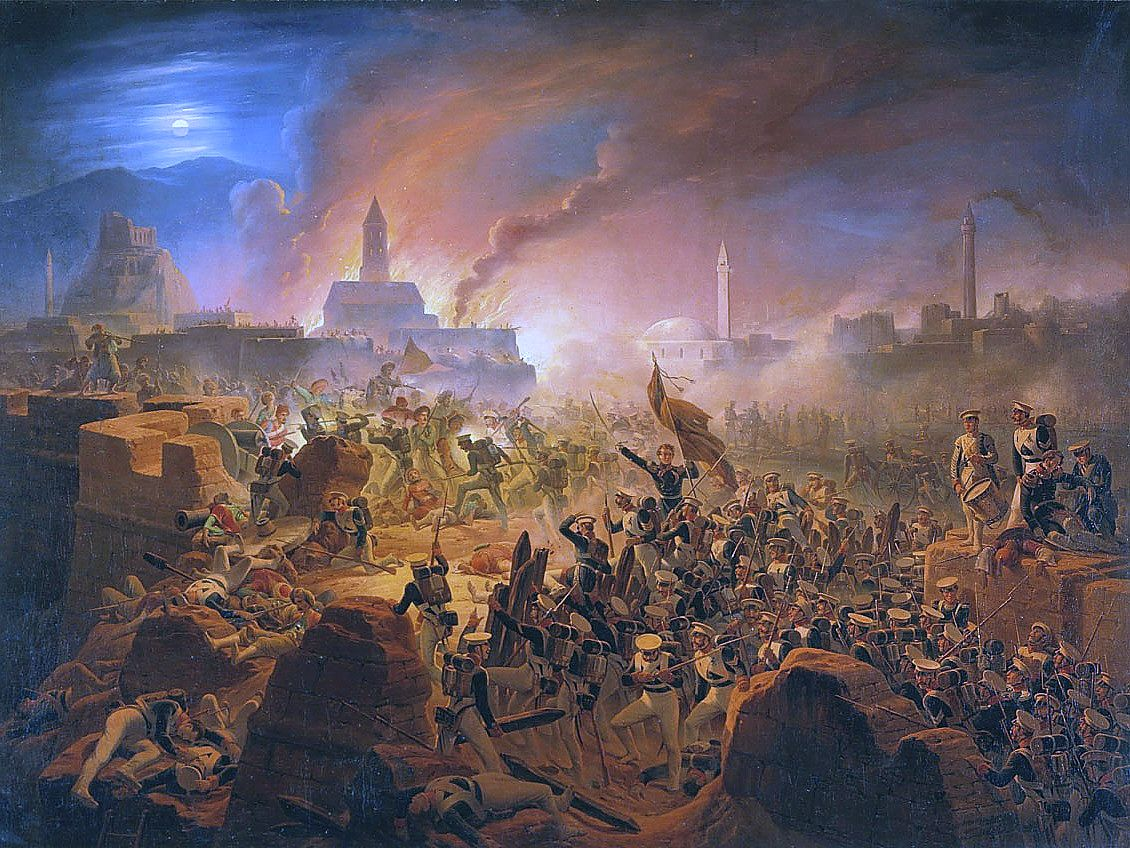
Cuộc bao vây Akhaltsikhe
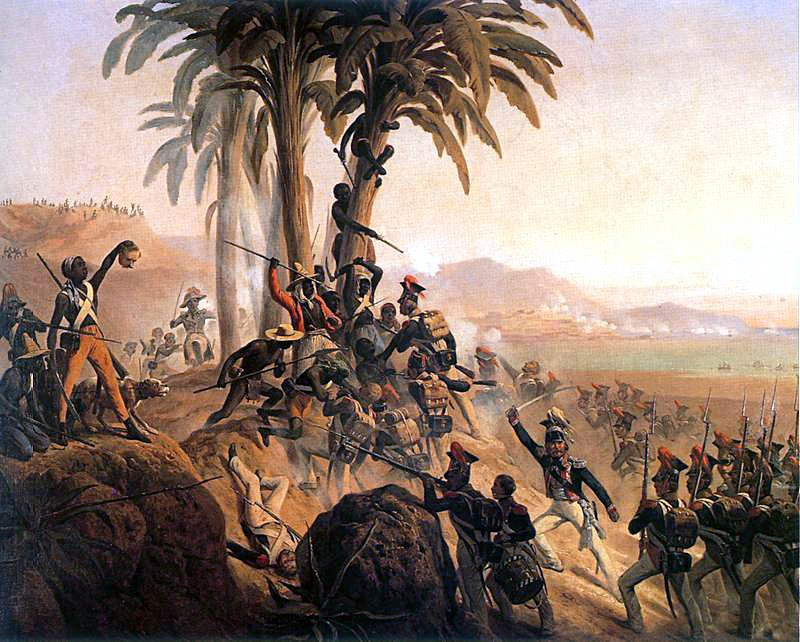
Trận chiến giành Palm Tree Hill, Saint Domingue - Cách mạng Haiti
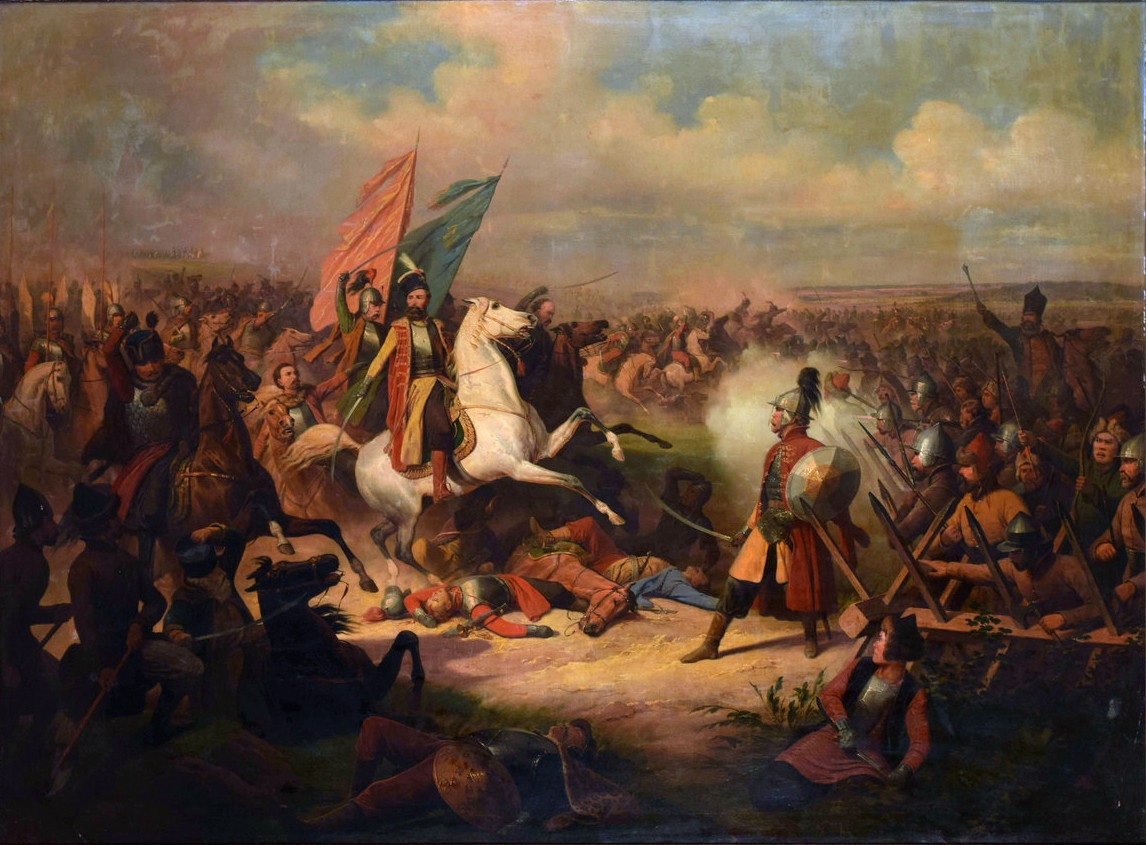
Stefan Czarniecki trong Chiến tranh Nga-Ba Lan (1654–1667)
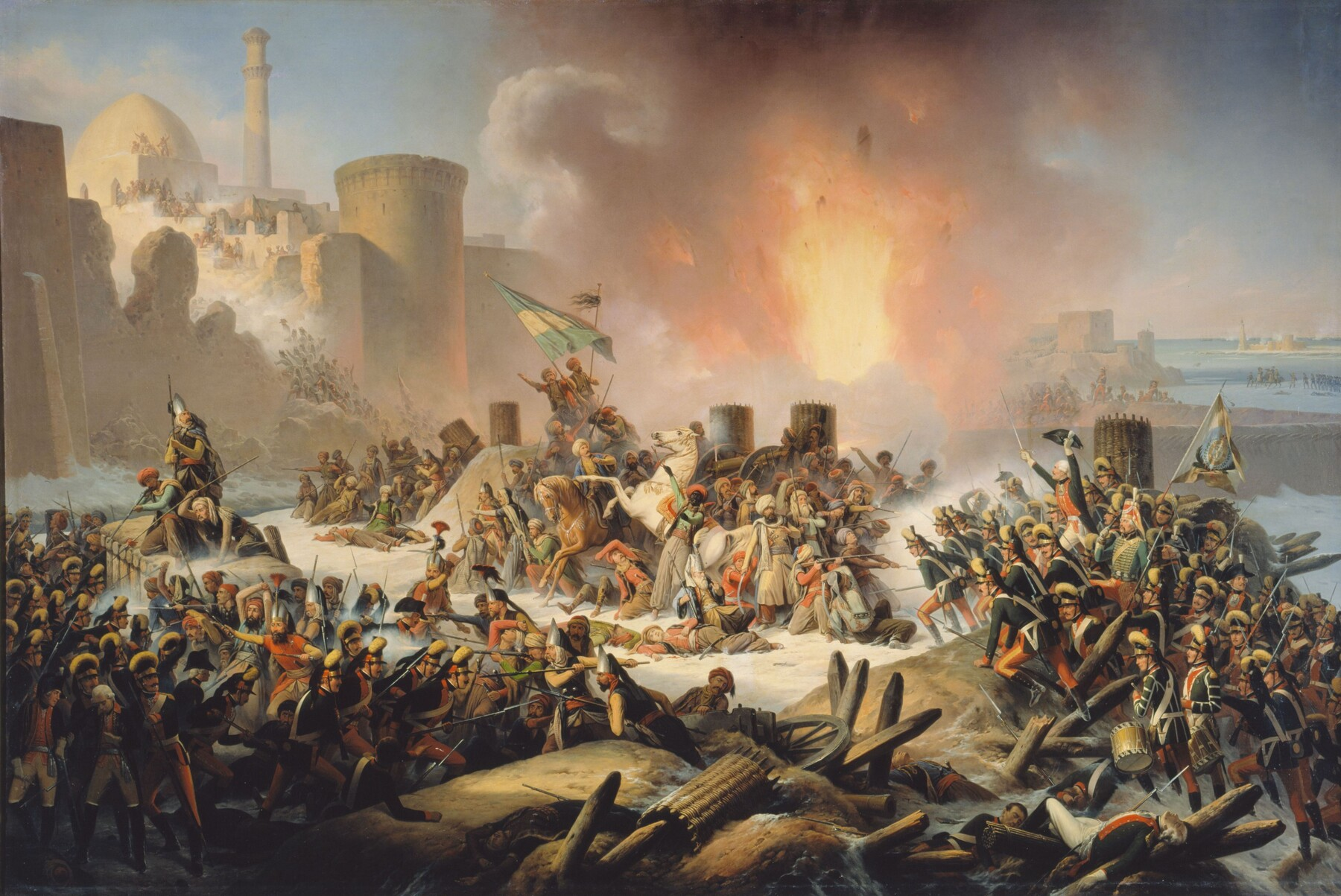
Cuộc bao vây Ochakov (1788)
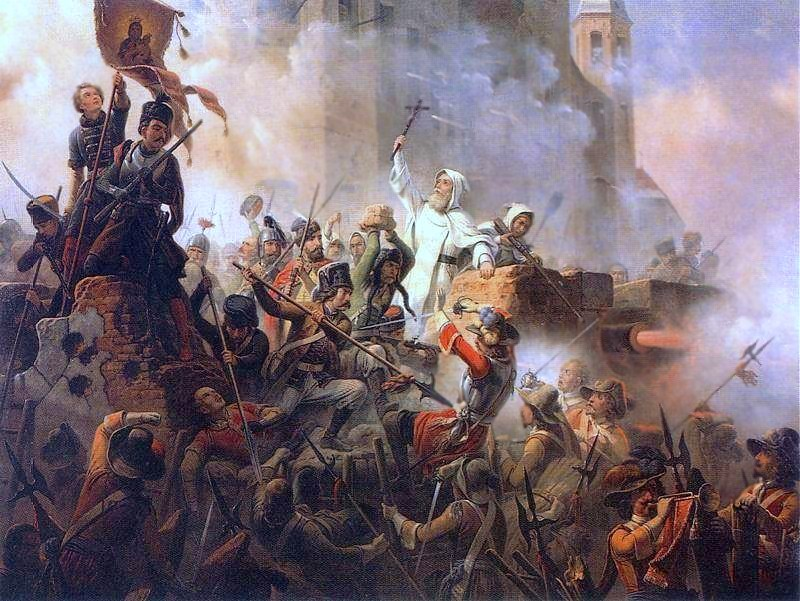
Cuộc bao vây Jasna Gora (1655)